# Eupeithes
Eupeithes (altgriechisch Εὐπείθης Eupeíthēs) ist eine Gestalt der griechischen Mythologie.
Vor dem Trojanischen Krieg beteiligte sich Eupeithes an Raubzügen der Taphier gegen die Thesproten. Obwohl die Thesproten zu den Verbündeten des Odysseus gehörten, gewährte dieser Eupeithes Zuflucht, als sich deshalb das Volk Ithakas gegen Eupeithes erzürnte und ihn töten wollte.
Nach Homers Odyssee war er der Vater des Antinoos, eines der wortführenden und gleichzeitig reichsten Freier Penelopes. Nachdem Odysseus nach Ithaka heimgekehrt war und sämtliche Freier getötet hatte, wollte Eupeithes den Tod seines Sohnes rächen, starb aber durch die Lanze des Laertes.